# Adrogatio
Nel diritto romano l'adrogatio (anche arrogatio, tradotta in italiano con il desueto arrogazione) era un istituto del diritto di famiglia mediante il quale un cittadino poteva assumere sotto la propria potestas un altro cittadino libero consenziente, il quale ne diveniva pertanto filius familias.
L'istituto è nettamente distinto da quello dell'adoptio anche per il requisito di libertà da altre potestà genitoriali o tutoriali richiesto all'adrogato, che doveva essere sui iuris, appunto non soggetto ad alcuna limitazione della sua piena condizione di uomo libero. In ogni caso, una definizione efficace viene da Aulo Gellio: 
(Aulo Gellio, Noctes Atticae, V.19.1-13)
Traduzione: "Quando vengono accolti degli estranei in una famiglia non loro, ciò avviene per opera del pretore o per opera del popolo. Quando avviene ad opera del pretore, viene chiamata 'adozione'; quando per opera del popolo, 'sottomissione'"
La definizione di Gellio è del resto assai prossima a quella datane da Gaio:
(Gaio, Institutiones, I.98-107)
L'istituto è considerato da molti studiosi come ben precedente all'istituto dell'adozione propriamente detta, e lo si riscontra di età anteriore a quella dell'emanazione delle leggi delle XII tavole.
La condizione dell'adrogato, nel detto necessario requisito dell'essere sui iuris, costituisce una particolarità considerando che la patria potestas romana era per definizione senza termine, almeno nella fase giuridica nella quale si appalesa l'adrogatio. Se infatti solo in una fase successiva le norme si volsero a prevedere forme di uscita dalla potestas, inizialmente questa era perpetua. Anzi, proprio per effetto di questa evoluzione prese corpo l'istituto dell'adozione, peraltro comunque condizionata all'assenso dell'esercente la potestas. Sino a quel momento, perciò, l'unica formula per la quale un filius potesse passare da una familia ad un'altra era proprio l'adrogatio. E più che un passaggio da una famiglia ad un'altra, si tratta dell'uscita dalla familia di origine per l'ingresso "in potestate" dell'adrogante.
L'adrogato, inoltre, passava a questa potestà insieme con la sua eventuale famiglia propria (coniuge e discendenti), ed a tutti suoi componenti si applicava la capitis deminutio minima mentre mutava lo status familiae. Fra i tanti effetti dell'atto, la famiglia dell'adrogato assumeva il culto osservato dall'adrogante ed era tenuta a praticarlo. Proprio questo aspetto, comportante un'importante conseguenza di carattere religioso, lo rendeva bisognevole di speciali attenzioni e tutele e le procedure di adrogatio erano perciò seguite dai pontefici, che dovevano verificare che non comportasse svantaggio per l'adrogato e che fosse conforme allo ius sacrum. L'accettazione del culto praticato dall'adrogante comportava inoltre l'atto espresso della detestatio sacrorum, con il quale l'adrogato rinnegava il culto precedentemente praticato.
Il doppio controllo, dei pontefici e del popolo, comunque espresso, rappresentava la portata giuridica dell'atto rispetto, oltre che alla detta questione religiosa, in particolare alla condizione del pater familias che accettasse di farsi adrogare da chi sarebbe divenuto a sua volta suo pater familias: dalla pienezza del condursi sui iuris, l'adrogato entrava infatti in condizione di alienis iuris, comportante l'indisponibilità del patrimonio personale e familiare. Non fu raro il sospetto che l'istituto fosse usato per impossessarsi del patrimonio dell'adrogato, con una successio per universitatem inter vivos; successero casi in cui l'adrogato fosse successivamente emancipato, con conseguente espoliazione dei suoi beni originari. Per contro, i debiti dell'adrogato venivano abbuonati, dunque dal I secolo fu necessario istituire maggiori controlli ad evitare usi fraudolenti dell'atto. L'adrogante, perciò, a partire dal I secolo a.C., doveva prestare giuramento garantendo di agire con onestà negli interessi dell'adrogato; al giuramento seguiva la presentazione dinanzi ai comizi curiati i quali procedevano alla rogatio, interrogazione con quale si chiedeva all'adottante (pater adrogans) se intendesse adottare l'adottando, all'adottando se intendesse essere adottato, ed al populus se approvasse l'adozione. Circa l'approvazione del popuplus, questa ebbe diverse forme nel corso del tempo: mentre inizialmente si ricavava da votazione, fu successivamente certificata mediante una lex curiata, e dopo la fine della repubblica delegata alla delibazione dei 30 littori curiati, sebbene questo passaggio divenisse nel tempo sempre più meramente formale.
La qualificazione del passaggio di riscontro popolare, invero, insieme con la sua valutazione giuridica, non è pacifica in dottrina. Le divergenze si riflettono anche sulla valutazione della natura stessa dell'atto, anche considerata la sua evoluzione nel tempo soprattutto in ordine proprio all'intervento del popolo. Per alcuni autori si tratta di un negozio giuridico per atto pubblico.
Con Antonino Pio (II secolo) cadde, per effetto di una sua nota epistula ai pontefici, il divieto di adrogare i pre-puberi; sino a questa decisione infatti potevano essere adrogati solo i puberes sui iuris, dopo l'epistola invece l'adrogabilità fu ammissibile a condizione di stabilire una riserva successoria, una sorta di quota di "legittima" corrispondente ad un quarto del patrimonio dell'adrogante. Questa legittima, detta quarta divi Pii, sarebbe spettata se l'adrogante fosse morto prima che l'adrogato raggiungesse l'età della pubertas.
Con Diocleziano (III secolo) fu invece consentita l'adrogatio delle femmine, sino ad allora escluse indipendentemente dall'età. Questo imperatore si occupò anche di un grave problema pratico consistente nella mancanza di comizi curiati nelle province dell'Impero, causa dell'impossibilità di ricorrere a questo istituto a distanza da Roma. Nacque dunque la adrogatio ex indulgentia principali, poi divenuta fonte unica nell'intero territorio soggetto all'Urbe. Questa forma richiedeva un apposito rescritto dell'imperatore, ed era perciò anche detta per rescriptum principis.
Oltre alla formula rescrittoria, Giustiniano I (VI secolo) mantenne la distinzione fra adrogatio ed adoptio, continuando la prima ad essere riservata ai cittadini sui iuris e la seconda destinata alle persone alieni iuris.
Un accostamento di interesse dottrinale ha rilevato caratteri comuni fra la adoptio per testamentum (adozione post mortem), e l'adrogatio, tanto da far definir la prima (che si legge solo in fonti letterarie del periodo tardo-repubblicano, non reperendosi in fonti giuridiche proprie) come una sorta di adrogatio postuma Determinata secondo alcuni da probabili influssi greci, l'adozione testamentaria produceva effetti simili a quelli dell'adrogatio: acquisizione del nome e del patrimonio, fusione delle famiglie. Mancava evidentemente l'accettazione della patria potestas. L'adozione testamentaria è nota per essere l'atto con il quale Giulio Cesare adottò Ottaviano, il quale infatti ne ereditò il nome (Gaius Iulius Caesar Octavianus Augustus).
La qualità di adrogato, secondo lo studio che ne fece Uguccio, costituiva anche impedimento a contrarre matrimonio, precisamente nell'ipotesi di unione fra figli legittimi dell'adrogante ed adrogato, poiché entrambi soggetti alla stessa potestà e perciò sino all'eventuale termine dell'adrogatio.